# 陶湾镇
陶湾镇，是中华人民共和国河南省洛陽市栾川县下辖的一个乡镇级行政单位。

## 行政区划
陶湾镇下辖以下地区：
陶湾村、鱼库村、常湾村、张盘村、伊滨村、么沟村、焦树凹村、松树台村、新立村、前锋村、红洞沟村、秋林村、肖圪塔村、么坪村、三合村、协心村、红庙村、西沟村和唐家庄村。